# Fujiwara no Toshinari no Musume
Fujiwara no Toshinari no Musume o Fujiwara no Shunzei no Musume (藤原俊成女?   ¿1171? - ¿1251?), también conocida como Fujiwara no Toshinari (Shunzei)-kyō no Musume (藤原俊成卿女?) o Koshibe no Zenni o Koshibe no Ji (越部禅尼?) fue una poetisa japonesa que vivió en las postrimerías de la era Heian y la primera mitad de la era Kamakura. Está considerada una de las mejores poetisas de su periodo, comparada con la Princesa Shikishi y Kunai-kyō, y está incluida en la lista de las treinta y seis mujeres inmortales de la poesía.
Fue nieta del poeta Fujiwara no Toshinari, quien la adoptó como su hija (Musume significa hija en japonés); su verdadero nombre es desconocido. Contrajo matrimonio con el dainagon Horikawa Michitomo y tuvieron un hijo y una hija.
Sirvió al retirado Emperador Go-Toba, participó en sus círculos literarios y participó en muchos concursos de waka. En sus últimos años escribió un ensayo de la poesía tanka llamado Koshibe no Zenni Shōsoku (越部禅尼消息?) e hizo una colección de sus poemas en el Toshinari (Shunzei)-kyō no Musume-shū (俊成卿女集?).
Veintinueve de sus poemas fueron incluidos en la antología poética Shin Kokin Wakashū. Sin embargo, hubo una disputa personal sobre sus habilidades del waka con su hermano Fujiwara no Teika quien la criticó y la degradó durante la compilación de la antología imperial Shin Chokusen Wakashū en 1234, y sólo nueve de sus poemas fueron incluidos en este. 
También fue criticada con otros poetas por su aparente opinión deliberada de excluir los poemas producidos por los retirados emperadores exiliados (Emperador Go-Toba, Emperador Tsuchimikado y Emperador Juntoku) luego de la Guerra Jokyū, considerados como "objetivamente excelentes" en las antologías.